# Калиновка (Красноуфимский округ)
Калиновка — деревня в Красноуфимском округе Свердловской области. Входит в состав Криулинского сельсовета.

## География
Деревня находится в юго-западной части области, на расстоянии 8 километров к востоку-юго-востоку (ESE) от города Красноуфимск, в истоке реки Живодёркова (левый приток реки Уфа).
Абсолютная высота — 265 метров над уровнем моря.

## История
В 1960 г. указом Президиума Верховного Совета РСФСР деревня Живодерка переименована в Калиновку.

## Население
| 2002 | 2010 | 2021 |
| ---- | ---- | ---- |
| 402  | ↘358 | ↘340 |

Согласно результатам переписи 2002 года, в национальной структуре населения русские составляли 91 % из 402 чел.

## Улицы
Уличная сеть деревни состоит из 13 улиц и 3 переулков.